# Nagold
Nagold (in alemanno Nagld) è un comune tedesco di 22 805 abitanti, situato nel land del Baden-Württemberg. Si trova nella Foresta Nera lungo il fiume omonimo.